# Alawar
Alawar ist ein russischer Entwickler und Publisher von Videospielen für PC, mobile Plattformen, Spielkonsolen und andere Geräte. Die Haupttätigkeitsbereiche des Unternehmens sind Mid-Core-Spiele für erfahrene Spieler sowie Casual Games zum Herunterladen und free-to-play-Spiele für PC, Mac, iOS, Android, PlayStation, Xbox, soziale Netzwerke und andere Plattformen.
Die Spiele des Unternehmens wurden mehr als 1 Milliarde Mal in über 100 Ländern und in 18 Sprachen verkauft. Alawar veröffentlicht pro Jahr 10–15 neue Casual-Games und Mid-Core-Spiele von internen und externen Entwicklungsteams. Der Hauptsitz des Unternehmens befindet sich in Nowosibirsk, wo mehr als 50 Mitarbeiter beschäftigt sind.

## Geschichte
Das Unternehmen wurde 1999 von Alexander Lyskovsky und Sergey Zanin, Studenten der Staatlichen Universität Nowosibirsk, gegründet. Die Spielentwicklung war die erste Abteilung des Unternehmens, die eröffnet wurde, gefolgt vom Herausgeben von Spielen kurz darauf. Alawar veröffentlichte zwei Spiele: Puzzle Rally und Bubble Bobble Nostalgie, ein Remake von Bubble Bobble. Alawar begann 2003 mit der Entwicklung einer eigenen Vertriebsplattform. Das Unternehmen begann, an Shareware-Spielen als Casual Games zu arbeiten.
Im Jahr 2009 begann das Unternehmen mit der Entwicklung und Portierung von Spielen für mobile Geräte, Spielkonsolen und soziale Netzwerke. Die Spiele wurden über den App Store, Google Play, das PlayStation Network und andere wichtige Dienste beworben. Im August 2009 unterzeichneten Alawar und Oleg Kuvaev eine Kooperationsvereinbarung, die Alawar das exklusive Recht zur Nutzung der Spiele-Marke Masyanya bis 2014 einräumte. Im Jahr 2011 weitete Alawar die Produktion aus und begann, sich auf das Herausgeben von Multiplattform-Spielen für PC, Mac, iOS, Android und PSP Minis zu konzentrieren. Im selben Jahr startete das Unternehmen eine Reihe von Projekten rund um den Technopark in Nowosibirsk Akademgorodok, die darauf abzielten, Interessierte über die Spieleentwicklung zu informieren und Beratungen mit erfahrenen Spieleentwicklern anzubieten.
Im Jahr 2012 begann Alawar mit der Entwicklung einer Reihe von Free-to-play-Spielen. 2012 wurde The Treasures of Montezuma Blitz (Vertrieb für SPL) auf der PS Vita veröffentlicht. Damit war Alawar der erste Drittherausgeber, der ein kostenlos herunterladbares Spiel mit Mikrotransaktionen auf Sony-Konsolen veröffentlichte. Im Jahr 2015 begann Alawar mit der Entwicklung von Mid-Core-Spielen für den Release auf Steam.
Im Jahr 2016 begann eines der firmeninternen Entwicklungsteams mit der Arbeit an neuartigen Projekten unter Verwendung von VR und eigenen Softwarelösungen. Sammy, ein VR-Horrorspiel, wurde im Mai 2017 veröffentlicht und entwickelte sich zu einem der Top 3 der weltweit am häufigsten heruntergeladenen Spiele und wurde in die Liste der besten neuen VR-Spiele aufgenommen.
Alawar veröffentlicht jedes Jahr 2–3 Mid-Core-Projekte. Nach der Veröffentlichung auf Steam werden die Spiele weitgehend portiert und über andere Kanäle und Plattformen vertrieben.

## Tätigkeitsbereiche

### Entwicklung
Alawar ist seit 1999 in der Spieleentwicklung tätig.
- Mid-Core-Spiele. Diese Spiele sind anspruchsvoller, komplexer und intelligenter als klassische Casual-Games, aber nicht so groß angelegt wie AAA-Projekte. Mid-Core-Spiele sprechen im Allgemeinen eher erfahrene Spieler an. Alawar veröffentlicht 2–3 Mid-Core-Projekte pro Jahr. Zu den wichtigsten Projekten gehören Beholder und Distrust.
- Casual-Games für PC und MacBook. Dies ist der am längsten andauernde Entwicklungsbereich von Alawar. Das Unternehmen hat über 500 Projekte in Genres wie Zeitmanagement, Hidden Object Puzzle Adventure (HOPA) und Match-3 veröffentlicht. Die Casual-Games von Alawar sind für Windows und Mac OS erhältlich (über 70 Spiele sind im Mac App Store erhältlich). Zu den größten Projekten gehören The Treasures of Montezuma, Farm Frenzy, The House of the 1000 Doors und mehr. Alawar arbeitet bei diesen Projekten mit Big Fish Games, GameHouse, WildTangent, iWin und anderen Casual-Game-Portalen zusammen.
- Handyspiele. Seit 2009 portiert Alawar seine Spiele auf beliebte mobile Betriebssysteme wie iOS, Android, Windows Mobile und andere. Das Unternehmen veröffentlicht auch Originale (ShakeSpears!, Montezuma Blitz, Farm Frenzy: New Adventures usw.) und lizenzierte (Heroes War usw.) Free-to-Play-Spiele für mobile Geräte.
- Konsolenspiele. Seit 2010 portiert Alawar Mid-Core- und Casual-Projekte auf alle gängigen Konsolen und Betriebssysteme (PS, Nintendo Switch, Xbox, iOS, Android usw.).
- Experimentelle Spiele (VR). Das interne Entwicklungsteam von Alawar ist an Projekten für Samsung Gear VR, Google Daydream und Google Cardboard beteiligt. Sammy, das erste VR-Spiel des Unternehmens, wurde im Mai 2017 veröffentlicht.[5]

Sammy wurde zu einem der Top 3 der am meisten heruntergeladenen Spiele weltweit und wurde in die Liste der besten New-Gear-VR-Spiele aufgenommen. 
Ab 2020 wurden die Aktivitäten des Unternehmens im Bereich VR auf Eis gelegt.

### Spiele-Herausgeber
Diese Abteilung arbeitet mit Spielestudios und Unternehmen zusammen, um Spiele für verschiedene Plattformen zu produzieren und ihre Erfahrungen bei der Entwicklung und Einführung neuer Projekte auszutauschen.
Alawar arbeitet mit über 30 Entwicklungsunternehmen zusammen, die größtenteils in Russland und Osteuropa ansässig sind. Es wurden über 500 Spielprojekte veröffentlicht, darunter Bestseller wie Do Not Feed The Monkeys (Vertrieb für Fictiorama Studios) und I am Not a Monster (Vertrieb für Cheerdealers). 

## Auszeichnungen und Erfolge
- 2008: Farm Frenzy (Vertrieb für Melesta, Melesta wurde 2009 von Alawar übernommen) wurde auf der Game Developers Conference zum besten Casual-Game gekürt[6]
- 2008: Alawar gewann den Runet-Preis,[7] den nationalen Preis der Russischen Föderation für Beiträge zur Entwicklung des russischen Internetsegments
- 2012: Alawar wurde auf Platz 24 in der Liste der Forbes 30 Russian Internet Companies aufgelistet[8]
- 2012: The Treasures of Montezuma (Vertrieb für Visual Shape) wurde auf der Game Developers Conference[9] in Moskau zum besten Casual-Game gekürt
- 2016: Beholder (Vertrieb für Warm Lamp Games) gewann die Kategorien „Excellence in Game Design“ und „Best Indie Game“ auf der DevGamm Independent Games Conference[10]
- 2017: Do Not Feed The Monkeys (Vertrieb für Cheerdealers) erhielt mehrere Auszeichnungen: „Best Narrative“ (DevGamm-Konferenz, Minsk[11]), „Most Innovative“ (3DWire, Segovia), „Best Indie Game“ (FEFFS, Straßburg), „DevGamm Choice“ (Get It! Konferenz, Odessa), „Media Choice“ (Indiecade Europe, Paris)